# Comuna Rebrîkove, Antrațît
Rebrîkove (în ucraineană Ребрикове) este o comună în raionul Antrațît, regiunea Luhansk, Ucraina, formată din satele Kartușîne, Mecetka, Rebrîkove (reședința) și Verbivka.

## Demografie
Componența lingvistică a comunei Rebrîkove
     Ucraineană (87,31%)
     Rusă (12,69%)
Conform recensământului din 2001, majoritatea populației comunei Rebrîkove era vorbitoare de ucraineană (87,31%), existând în minoritate și vorbitori de rusă (12,69%).